# Elżbieta Batory
Treść tego artykułu od 2025-03 może nie być zgodna z zasadami neutralnego punktu widzenia.
Dokładniejsze informacje o tym, co należy poprawić, być może znajdują się w dyskusji tego artykułu.
 Po wyeliminowaniu niedoskonałości należy usunąć szablon {{Dopracować}} z tego artykułu.

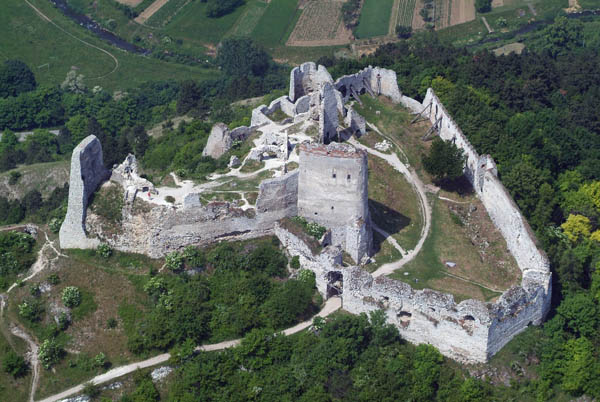
Ruiny zamku w Čachticach

Herb rodu Batory Smocze Zęby

Elżbieta Batory, węg. Báthory Erzsébet (ur. 7 sierpnia 1560 w Nyírbátorze, zm. 21 sierpnia 1614 w Čachticach) – arystokratka węgierska zwana Krwawą Hrabiną z Čachtic – od nazwy zamieszkiwanego przez nią zamku w Čachticach, którego nie należy mylić z pobliską twierdzą w Trenczynie na Słowacji (węg. Csejte); siostrzenica króla polskiego Stefana Batorego.

## Rodzina
Elżbieta była członkinią jednego z najbogatszych i najpotężniejszych rodów szlacheckich Siedmiogrodu; więzy pokrewieństwa łączyły ją jednak nie tylko z przyszłym królem Polski Stefanem Batorym, ale też z ludźmi cierpiącymi na różne choroby psychiczne, co było zapewne skutkiem ciągłych małżeństw pomiędzy członkami nieznacznej liczby tamtejszych możnych rodów. Jej ojciec, Jerzy Batory z linii na Ecsed, był pastorem. Poślubił on swoją daleką kuzynkę Annę z Batorych na Somlyó (siostrę polskiego króla) i razem z nią zamieszkał w Ecsed; tam urodziła się i wychowała Elżbieta.

## Życiorys
Była kobietą wielkiej urody, a przy tym pochwalić się mogła wyjątkową inteligencją – nauczyła się płynnie władać węgierskim, łaciną i niemieckim.
Jako sześcioletnie dziecko była świadkiem brutalnej egzekucji: jeden z Romów, zapewniających rozrywkę mieszkańcom zamku, został oskarżony o sprzedanie dzieci Turkom. Po uznaniu go za winnego wykonano wyrok śmierci przez zaszycie w rozciętym brzuchu konia. Około siedmiu lat później była świadkiem innego brutalnego wydarzenia – jej kuzyn, ówczesny książę Siedmiogrodu, nakazał obciąć nosy i uszy 54 zbuntowanym chłopom.
W 1573 odbyły się zaręczyny Elżbiety z Franciszkiem Nádasdym, za którego wyszła w wieku piętnastu lat. Istnieją zapisy, że miała ona wtedy już za sobą ciążę będącą skutkiem związku z miejscowym chłopem – dziecko (córkę) miano oddać wiejskiej rodzinie. Jednakże zapisy te raczej zostały wymyślone w późniejszym okresie przez hrabiego Turzona – po pierwsze Elżbieta w ciążę musiałaby zajść w wieku 12 lat lub wcześniej, a po drugie związek z chłopem był niemożliwy i skończyłby się w najlepszym razie wysłaniem Elżbiety do klasztoru (zgodnie z ówczesną obyczajowością tolerowano przedmałżeńskie romanse kobiet, o ile dotyczyły one mężczyzn o równej lub wyższej pozycji społecznej, a w przeciwnym razie kobiety karano). 8 maja 1575 we Vranovie nad Toplą odbyła się pełna przepychu ceremonia ślubna Elżbiety z dwudziestoletnim Nádasdym. Małżeństwo zamieszkało na Węgrzech w zamku Sárvár, rodzinnej posiadłości rodziny Franciszka, który jako żołnierz większość czasu spędzał na walkach z Turkami. Samodzielnie zarządzając majątkiem, Elżbieta zasłynęła z okrucieństwa wobec sług, a także z tego, że utrzymywała kontakty z licznymi kochankami obojga płci.
Pierwsze dziecko z Nádasdym – córka Anna – urodziło się dopiero w 1585. W ciągu następnych dziewięciu lat na świat przyszła jeszcze trójka dzieci: Urszula, Katarzyna oraz jedyny syn, Paweł.
Elżbieta często odwiedzała ciotkę, Klarę Batory, organizującą regularnie wyuzdane orgie. Możliwe, że właśnie w takich okolicznościach poznała Dorotheę Szantes, która podsyciła sadyzm Elżbiety.
Rankiem 4 stycznia 1604 zmarł nagle mąż Elżbiety, Franciszek, prawdopodobnie z powodu otrucia. Gdy żył, z ochotą pomagał żonie w torturowaniu sług, zwłaszcza przyłapanych na kradzieży albo niewykonaniu polecenia, lub tylko o to podejrzewanych.
Będąc wdową od zaledwie czterech tygodni, Elżbieta Batory porzuciła żałobę i zaczęła bywać na cesarskim dworze w Wiedniu. Większość czasu spędzała jednak w Čachticach.
W 1604 Elżbieta poznała niejaką Annę Darvulię, kobietę, która – korzystając ze strachu Elżbiety przed nadchodzącą starością – rzekomo stała się najprawdopodobniej główną inspiratorką domniemanych zbrodni dokonywanych przez hrabinę. Pewnego dnia Elżbieta w złości miała uderzyć służkę tak mocno, że krew z nosa jej ofiary padła na twarz hrabiny; Elżbieta, spojrzawszy w lustro, miała zauważyć, że zniknęły jej zmarszczki. Darvulia miała wykorzystać złudzenie, jakiemu uległa jej pani i przekazać jej „starożytną mądrość”: przez odebranie komuś krwi można przejąć fizyczne i duchowe cechy tej osoby.
Od tej pory krwawe tortury miały stać się niemalże codziennością na čachtickim zamku. Służące miały być maltretowane nawet wtedy, gdy Elżbieta – chora i osłabiona – nie była w stanie zejść z łóżka. Te pomówienia miały wywieść się z fałszywych oskarżeń Jerzego Turzona, który dążył do zagarnięcia majątku hrabiny.

## Proces i śmierć
Elżbieta Batory pojmana została przez swego kuzyna, hrabiego Thurzo, palatyna Węgier. Jej proces rozpoczął się na zamku w Bytczy kilka tygodni później, 2 stycznia 1611. Stał się wielką publiczną sensacją; na salę sądową ściągały tłumy, by śledzić jego przebieg. Decyzją hrabiego Thurzo Elżbietę sądzono jedynie za wielokrotne przestępstwa o naturze kryminalnej, natomiast o wampiryzm i czarnoksięstwo oskarżono jej sługi.
Czworo torturowanych wspólników Elżbiety w zeznaniach podało liczbę ofiar od trzydziestu do sześćdziesięciu, ale piąty świadek ujawnił znaleziony w komodzie hrabiny rejestr zbrodni, wedle którego śmierć z rąk Elżbiety i jej sług poniosło sześćset pięćdziesiąt osób.
Współuczestników zbrodni skazano na karę śmierci (wyroki wykonano 7 stycznia 1611), samą zaś Elżbietę jako wysoko urodzoną damę (która do końca zaprzeczała postawionym zarzutom), na zamurowanie żywcem w jednej z komnat zamku, z otworem jedynie do podawania pożywienia; miała tam przebywać do śmierci.
31 lipca 1614 podyktowała testament, w którym cały majątek zapisała dzieciom. W ten sposób uniknęła groźby skonfiskowania 1/3 jej majątku. Miesiąc później znaleziono ją w celi martwą.

## Kontrowersje
Według węgierskiego historyka László Nagy Elżbieta Batory padła ofiarą spisku Habsburgów dążących do zagarnięcia Węgier. Oba domy popadły w konflikt już w 1571 r., gdy Krzysztof Batory (wuj Elżbiety) stanął na czele pospolitego ruszenia przeciwko Habsburgom, a jego brat Stefan został księciem Siedmiogrodu. Po koronacji tegoż na króla Polski stosunki te uległy dalszemu pogorszeniu. W wojnie 1597–1602 cesarz Rudolf II Habsburg pokonał następcę Stefana Batorego – Zygmunta i zagarnął Siedmiogród, jednak już w kilka lat późnej w kraju wybuchło powstanie i władzę przejął Gabriel Batory. Ponieważ w Wiedniu obawiano się, że zamożna wdowa Elżbieta wesprze swego kuzyna, postanowiono ją usunąć. Dla urobienia opinii publicznej rozkręcono machinę propagandową i oskarżono pozostającą bez męskiej opieki Elżbietę o najobrzydliwsze zbrodnie, jakie współcześni mogli sobie wyobrazić. Nadzór nad sprawą powierzono Jerzemu Thurzo, któremu następnie jako jej krewnemu przypadła znaczna część wielkiego majątku oskarżonej. W 1613 r. kampania wojenna przeciwko Batorym dobiegła końca, a Habsburgom udało się zlikwidować kolejną dynastię stojącą na drodze ich planów w Europie Środkowo-Wschodniej (por. Luksemburgowie, Jagiellonowie).
W 1729 r. piszący w duchu kontrreformacji jezuita László Turóczi w swoim dziele pt. Ungaria suis cum regibus compendio data opisał proces Elżbiety wymyślając przy tym masę wątków, które na stałe weszły do obiegu (np. odmładzające kąpiele w krwi młodych dziewcząt). Za przyczynę jej zwyrodnienia uznał on przejście E. Batory na luteranizm. W ten sposób narodziła się czarna legenda krwawej hrabiny z Transylwanii, która z czasem – zmieniana i upiększana – przekształciła się w historię o Drakuli. Dzieło Turócziego miało też prawdopodobnie na celu zdyskredytowanie ówczesnego księcia Siedmiogrodu Franciszka II Rakoczego, który był potomkiem Elżbiety Batory.
Po wielu badaniach historycy  uważają, że doszło do konceptualnego sporu przeciwko hrabinie. Morderstw nie można było jednoznacznie udowodnić, opierały się na plotkach. Po śmierci męża sama hrabina zarządzała rozległymi posiadłościami. Była inteligentną i odnoszącą sukcesy kobietą.

## Elżbieta Batory we współczesnej kulturze
- Postać Elżbiety Batory stanowi podstawę jednego z wątków powieści 62. Model do składania (1968) autorstwa Julia Cortázara.
- Elżbieta Batory jest bohaterką jednej z nowel filmowych, składających się na film Waleriana Borowczyka Opowieści niemoralne (1974); powstała także powieść pt. Pani na Czachticach autorstwa Jozo Niznanskiego, na podstawie której nakręcono film pod tym samym tytułem.
- Wzmianka o Elżbiecie Batory pojawia się w komiksie z serii Hellboy – ukazana zostaje „Straszliwa Dziewica z Joo”, czyli żelazna dziewica, rzekome narzędzie, za pomocą którego hrabina zdobywała krew swych ofiar.
- Elżbieta Batory występuje również w grze komputerowej Diablo II (2000). Jest określana jako Hrabina, ale informacja o tym, że kąpała się we krwi i została zamknięta w wieży, jednoznacznie wskazuje na Elżbietę.
- W grze BloodRayne (2002) Elżbieta Batory występuje jako boss, sadystyczna dr Báthory Mengele, która podaje się za potomkinię Elżbiety Batory.
- W filmie Terry’ego Gilliama Nieustraszeni bracia Grimm z 2005 roku, pojawia się postać Królowej Luster, grana przez Monicę Bellucci, zamknięta w wieży nieśmiertelna czarownica, dotknięta obsesją na punkcie młodości i urody. Królowa Luster, pijąca krew dziewic, również wydaje się być wariacją na temat Elżbiety.
- W 2006 roku powstał film Stay Alive, w którym fabuła tytułowej gry nawiązuje do legendy o hrabinie Elżbiecie. Nawiązanie do jej postaci pojawia się również w filmach Piła III oraz Eternal, a także w Metamorphosis, który zawiera nawiązanie do jej legendy, lecz koncentruje się na córce hrabiny o tym samym imieniu. Nawiązanie do Elżbiety Batory występuje w filmie Hostel 2 (zabójczyni jednej z trzech dziewcząt).
- W lipcu 2008 r. miał premierę film Bathory w reżyserii Juraja Jakubisko, jednego z najbardziej poważanych słowackich twórców filmowych. To pierwszy anglojęzyczny film tego reżysera, oceniany przez Słowaków jako najdroższy film nakręcony w krajach Europy Środkowej (budżet 10 mln EUR), i kręcony z wielkim rozmachem – 200 aktorów, 3000 statystów[8].
- Jest ona jedną z głównych bohaterek w powieści Dacre’a Stokera(inne języki) i Iana Holta pt. Dracula: Nieumarły (2009). Zabija swoje ofiary biczem z haczykami, a później, gdy mdleją z bólu, kąpie się w ich krwi. Jest ona jednym z najpotężniejszych wampirów.
- Biograficznym filmem o Elżbiecie jest również film The Countess (2009) (Krwawa hrabina).
- W 2009 roku pojawia się jako jedna z antagonistek w trylogii fantasy dla młodzieży Wojna czarownic (Klan Wilczycy, Lodowa Pustynia, Przekleństwo Odi) autorstwa Maite Carranzy. Hrabina Elżbieta staje się nieśmiertelna dzięki wypiciu krwi 650 czarownic Omar oraz talizmanowi z ich krwi i włosów.
- W drugim odcinku trzeciego sezonu serialu True Blood (2009), wampir Bill Compton trafia do posiadłości króla wampirów w Missisipi. Zostaje mu przydzielony pokój, w którym, jak twierdzi Talbot – kochanek króla, jest łoże należące niegdyś do Elżbiety.
- Postać inspirowana osobą Elżbieta Batory pojawia się również w grze komputerowej Dragon Age: Orgins –  Awakening (2010). Występuje jako Baronowa z Czarnych Mokradeł, która jest magiem krwi i porywa dzieci z podlegających jej wiosek. Wygląd oraz wypowiedzi postaci wskazują jednoznacznie na Elżbietę.
- W 2010 roku wydana została powieść napisana przez Rebeccę Johns Hrabina: Tragiczna historia Elżbiety Batory, która odwołuje się do faktów historycznych, jednakże jest fikcją literacką.
- W 2011 roku powstał niemiecko-austriacki film Die Blutgräfin (czyli „krwawa hrabina”), w którym w rolę Elżbiety Batory wcieliła się Tilda Swinton.
- W 2012 James Rollins oraz Rebecca Cantrell rozpoczęli serię książek The Order of the Sanguines Series, w skład której wchodzą The Blood Gospel (2012) oraz The Innocent Blood (2013). W obu pojawia się postać hrabiny. Według fabuły, hrabina zostaje zamieniona w strigoi (wampira), ukryta w XVII wieku i wybudzona ponownie w dzisiejszych czasach. Hrabina zabija nie tylko dla podtrzymania swego życia, ale również w celu identyfikacji, kim tak naprawdę stała się po przemianie.
- W 2013 roku powstał film Fright Night 2 w reżyserii Eduardo Rodrigueza, gdzie postać inspirowaną Elżbietą Bathory gra Jaime Murray.
- W 2015 roku w piątym sezonie serialu American Horror Story Lady Gaga wcieliła się w postać Hrabiny: biseksualnej wampirzycy.
- W powieści Ja, potępiona (2012) Elżbieta Batory występuje jako dusza potępiona, która chce mieć władzę nad całym światem. Jest piękna, gdyż wykąpała się w swoim życiu w krwi wielu dziewic. Elżbieta opanowała cały świat, lecz na krótko, gdyż jej dusza została zniszczona.
- W serialu animowanym z gatunku dark fantasy Castlevania: Nocturne (2023) Elżbieta Batory występuje pod postacią wampirycznej hrabiny Erzsebet Báthory. Jej misją jest wybawienie społeczności wampirów spod ludzkiej dominacji na fali francuskiej kontrrewolucji.

### W muzyce
Temat tajemniczego i mrocznego życia Elżbiety Batory był wielokrotnie wykorzystywany przez wiele zespołów, głównie nurtu metalowego i rocka gotyckiego. Wśród nich są:
- Bathory: nazwa zespołu, oraz zadedykowana jej piosenka „Woman of Dark Desires”
- Clock DVA: utwór „Buried Dreams”
- Cradle of Filth: album koncepcyjny Cruelty and the Beast
- Dissection: utwór Elizabeth Bathori (cover utworu zespołu Tormentor wymienionego poniżej)
- Electric Wizard: utwór „Torquemada 71”
- Kamelot: utwory „Elizabeth I. Mirror Mirror”, „Elizabeth II. Requiem For The Innocent”, „Elizabeth III. Fall From Grace”
- Marduk: utwór „Woman of Dark Desire” (cover zespołu Bathory)
- Menhir: utwór „Woman of Dark Desire” (cover zespołu Bathory zamieszczony na albumie Thuringia)
- Sunn O))): utwór „Báthory Erzsébet”
- Tormentor: utwór „Elisabeth Bathory”
- Untoten: album koncepcyjny Die Blutgräfin
- XIII. století: utwór „Elizabeth”
- Venom: utwór „Countess Bathory”
- Forever Slave: utwór „Erzébet Báthory’s song”
- Slayer: utwór „Beauty Through Order”
- Bathory, Elizabeth: single japońskiego zespołu gothic/industrial BLOOD
- Opera Diabolicus: utwór „Blood Countess Bathory” z albumu 1614
- Ghost: utwór „Elizabeth” z albumu „Opus Eponymous”
- Emelyan XIII: utwór „Elizabeth”
- X Japan: utwór „Rose of pain"
- Cruel Force: utwór „Queen of heresy"